# Élodie Thomis
Élodie Ginette Thomis (Colombes, 13 agosto 1986) è un'ex calciatrice francese, di ruolo centrocampista offensivo, per undici stagioni all'Olympique Lione e perno della nazionale francese.

## Carriera

### Club
Élodie Thomis inizia a giocare all'età di 13 anni, iniziando nelle giovanili delle società della città natale, dal 1999 al 2001 nell'Épinay-sur-Seine per passare un anno più tardi al Colombes Féminin.
Le qualità espresse nel gioco attirarono l'attenzione degli osservatori della Federcalcio francese (FFF) che le proposero di entrare al Centre technique national Fernand Sastre, accademia del calcio federale situata a Clairefontaine-en-Yvelines. Thomis accetta e la FFF investe tre anni, dal 2002 al 2005, per istruire l'atleta e migliorare le sue già rilevanti doti tecniche.
Nel 2005, all'età di 19 anni, decide di trasferirsi al Montpellier, società dell'omonima città capoluogo della regione della Linguadoca-Rossiglione, con cui rimane due sole stagioni conquistando la sua prima Coppa di Francia e congedandosi con 18 reti su 42 presenze in campionato.
Nell'estate 2007 sottoscrive un contratto con l'Olympique Lione, società femminile con sede a Lione, con la quale rimane ai vertici della Division 1 Féminine, il massimo livello del campionato francese femminile di calcio e delle competizioni internazionali, la UEFA Women's Cup rinominata UEFA Women's Champions League dalla stagione 2009-2010.
Al termine della stagione 2017-2018 ha annunciato il suo ritiro dal calcio giocato.

## Statistiche

### Presenze e reti nei club
| Stagione                   | Squadra                    | Campionato                 | Campionato | Campionato | Coppe nazionali | Coppe nazionali | Coppe nazionali | Coppe continentali | Coppe continentali | Coppe continentali | Altre coppe | Altre coppe | Altre coppe | Totale | Totale |
| Stagione                   | Squadra                    | Comp                       | Pres       | Reti       | Comp            | Pres            | Reti            | Comp               | Pres               | Reti               | Comp        | Pres        | Reti        | Pres   | Reti   |
| -------------------------- | -------------------------- | -------------------------- | ---------- | ---------- | --------------- | --------------- | --------------- | ------------------ | ------------------ | ------------------ | ----------- | ----------- | ----------- | ------ | ------ |
| 2003-2004                  | CNFE Clairefontaine        | D1                         | 17         | 15         | -               | -               | -               | -                  | -                  | -                  | -           | -           | -           | 17     | 15     |
| 2004-2005                  | CNFE Clairefontaine        | D1                         | 18         | 13         | -               | -               | -               | -                  | -                  | -                  | -           | -           | -           | 18     | 13     |
| Totale CNFE Clairefontaine | Totale CNFE Clairefontaine | Totale CNFE Clairefontaine | 35         | 28         |                 | -               | -               |                    | -                  | -                  |             | -           | -           | 35     | 28     |
| 2005-2006                  | Montpellier                | D1                         | 20         | 3          | CF              | 5               | 2               | UWC                | 6                  | 2                  | -           | -           | -           | 31     | 7      |
| 2006-2007                  | Montpellier                | D1                         | 22         | 15         | CF              | 5               | 7               | -                  | -                  | -                  | -           | -           | -           | 27     | 22     |
| Totale Montpellier         | Totale Montpellier         | Totale Montpellier         | 42         | 18         |                 | 10              | 9               |                    | 6                  | 2                  |             | -           | -           | 58     | 29     |
| 2007-2008                  | Olympique Lione            | D1                         | 17         | 7          | CF              | 5               | 3               | UWC                | 10                 | 4                  | -           | -           | -           | 32     | 14     |
| 2008-2009                  | Olympique Lione            | D1                         | 17         | 12         | CF              | 3               | 4               | UWC                | 6                  | 2                  | -           | -           | -           | 26     | 18     |
| 2009-2010                  | Olympique Lione            | D1                         | 16         | 10         | CF              | 3               | 3               | UWCL               | 8                  | 3                  | -           | -           | -           | 27     | 16     |
| 2010-2011                  | Olympique Lione            | D1                         | 14         | 7          | CF              | 2               | 3               | UWCL               | 7                  | 1                  | -           | -           | -           | 23     | 11     |
| 2011-2012                  | Olympique Lione            | D1                         | 21         | 15         | CF              | 6               | 2               | UWCL               | 7                  | 3                  | -           | -           | -           | 34     | 20     |
| 2012-2013                  | Olympique Lione            | D1                         | 16         | 12         | CF              | 6               | 1               | UWCL               | 9                  | 1                  | CM          | 2           | 0           | 33     | 14     |
| 2013-2014                  | Olympique Lione            | D1                         | 20         | 3          | CF              | 3               | 2               | UWCL               | 4                  | 0                  | -           | -           | -           | 27     | 5      |
| 2014-2015                  | Olympique Lione            | D1                         | 15         | 4          | CF              | 5               | 0               | UWCL               | 3                  | 0                  | -           | -           | -           | 23     | 4      |
| 2015-2016                  | Olympique Lione            | D1                         | 15         | 2          | CF              | 4               | 2               | UWCL               | 7                  | 1                  | -           | -           | -           | 26     | 5      |
| 2016-2017                  | Olympique Lione            | D1                         | 9          | 0          | CF              | 5               | 0               | UWCL               | 2                  | 0                  | -           | -           | -           | 16     | 0      |
| 2017-2018                  | Olympique Lione            | D1                         | 9          | 0          | CF              | 1               | 0               | UWCL               | 1                  | 0                  | -           | -           | -           | 11     | 0      |
| Totale Olympique Lione     | Totale Olympique Lione     | Totale Olympique Lione     | 169        | 72         |                 | 43              | 20              |                    | 64                 | 15                 |             | 2           | 0           | 278    | 107    |
| Totale carriera            | Totale carriera            | Totale carriera            | 246        | 118        |                 | 53              | 29              |                    | 70                 | 17                 |             | 2           | 0           | 371    | 164    |

## Palmarès

### Club

#### Competizioni nazionali
- Campionato francese: 11

Olympique Lione: 2007-2008, 2008-2009, 2009-2010, 2010-2011, 2011-2012, 2012-2013, 2013-2014, 2014-2015, 2015-2016, 2016-2017, 2017-2018
- Coppa di Francia: 9

Montpellier: 2005-2006, 2006-2007
Olympique Lione: 2007-2008, 2011-2012, 2012-2013, 2013-2014, 2014-2015, 2015-2016, 2016-2017

#### Competizioni internazionali
- UEFA Women's Champions League: 5

Olympique Lione: 2010-2011, 2011-2012, 2015-2016, 2016-2017, 2017-2018

### Nazionale
- Cyprus Cup: 1

2012
- SheBelieves Cup: 1

2017
- Campionato d'Europa under 19: 1

2003